# Födelsemärket
Födelsemärket är en tysk komedifilm från 1936 i regi av Paul Martin. Huvudrollerna görs av ett av Tysklands populäraste filmpar under 1930-talet, Lilian Harvey och Willy Fritsch. Filmen påminner i stil mycket om amerikanska screwballkomedier och hade Frank Capra-filmen Det hände en natt som fri förlaga. Den hade svensk premiär på biografen Spegeln i november 1936.

## Rollista
- Lilian Harvey - Ann Garden
- Willy Fritsch - Gil Taylor
- Paul Kemp - Frank Black
- Oskar Sima - Stoddard
- Fred Goebel - Bill
- Erich Kestin - Hopkins
- Otto Stoeckel - chefredaktör Manning
- Paul Bildt - domare
- Albert Florath - Jackson, oljemagnat